# Ghinallelia
Ghinallelia är ett släkte av insekter. Ghinallelia ingår i familjen rovskinnbaggar.
Kladogram enligt Catalogue of Life:
| Ghinallelia | \| \| Ghinallelia globifera \| \| \| \| \| \| Ghinallelia productilis \| \| \| \| |
|             | \| \| Ghinallelia globifera \| \| \| \| \| \| Ghinallelia productilis \| \| \| \| |
|             | Ghinallelia globifera                                                             |
|             |                                                                                   |
|             | Ghinallelia productilis                                                           |
|             |                                                                                   |